# Adolf Fredriks musikklasser
Adolf Fredriks musikklasser är en grundskola i Adolf Fredriks församling i Stockholm. Byggnaden uppfördes 1907–1910 som folkskola efter ritningar av arkitekt Georg A. Nilsson.

## Byggnad
Skolbyggnaden uppfördes på uppdrag av Adolf Fredriks församlings skolnämnd, som då hade ansvar för skolbyggnaderna inom församlingen. Vid byggnationen skulle skolan inrymma ca 1 000 elever (med ca 30 elever per klass), en matsal, ett skolkök, tre gymnastiksalar, tvättbassäng för skolans elever och wc på varje våning i varje trapphus, samt bostad för överläraren och vaktmästaren.
Skolan renoverades 1990 och eleverna evakuerades då till Vasa Real under det mycket omfattande restaureringsarbete. Efter renoveringen kvarstod klagomål från elever och personal på dålig ventilation, lukt och mögelskador. År 2003/2004 anmäldes fastighetsvärden SISAB (Skolbyggnader i Stockholm AB) till Arbetsmiljöverket. SISAB gjorde en grundlig undersökning av skolan som visade på brister i den ursprungliga konstruktionen, framförallt vad gäller golven. Läsåret 2006/2007 utrymdes byggnaden för en totalrenovering av alla golv och skolan flyttades denna gång till Försvarshögskolans gamla lokaler på Valhallavägen (Östermalm).

## Verksamhet
Förutom vanlig småskola, folkskola och sedermera enhetsskola och grundskola, fanns här under åren 1920–1960 Hushållstekniska realskolan, gement kallad "Kastrullplugget".
1939 startade Hugo Hammarström en försöksverksamhet med två klasser på skolan kallad "Stockholms sångklasser" som sedermera bytte namn till Stockholms musikklasser vilka alltsedan dess haft sin verksamhet i Adolf Fredriks skola.
År 1959 startade även Stockholms Musikgymnasium sin verksamhet i Adolf Fredriks skola, men flyttade 1984 till Kungsholmens gymnasium. Samarbetet mellan musikklasserna och musikgymnasiet har dock fortsatt i någon mån bland annat genom de årliga stora luciakonserterna som tidigare hölls i Globen.
Våren 1986 lämnade de sista musikklasserna med barn från södra Stockholm Mariaskolan för att flyttas över till Adolf Fredriks skola, där alla musikklasser, från årskurs fyra till nio, blev samlade under ett och samma tak.
Skolan har två profilkörer, Adolf Fredriks gosskör som bildades 1965 av Jan-Åke Hillerud och Adolf Fredriks flickkör som bildades 1972 av Bo Johansson.
Skolan har en skoltidning, Lyran, som startades 1963 och utges med ett par nummer per termin. Tidningen är (enligt Patent- och registreringsverket) Sveriges äldsta skoltidning. Under 80- och 90-talet hade även skolan en egen närradiostation, Radio AF som sände på 88.0 Mhz
Periodvis har Stockholms musikklasser haft olika filialverksamheter på Eriksdalsskolan, på Dalagatan 18 (i "Lilla Adolf Fredrik") samt på Hälsingegatan 2. Höstterminen 2015 startade Adolf Fredrik en verksamhet i Farsta "AF Farsta" med två paralleller i årskurs 4–9.   
Från och med 2005 utgör Adolf Fredriks musikklasser ett eget rektorsområde. 

## Förslag om flytt
1981 ville skolförvaltningen, efter förslag från enmansutredaren, rektor Nils-Olof Zitting, att musikklasserna skulle flytta till Västertorps gymnasium. Skolan på Tegnérgatan 44 bedömdes vara hårt sliten där reparationer och ombyggnader beräknades gå på mellan 25 och 100 miljoner kr. I Västertorp där elevantalet gick från 2000 till 150 under 1970-talet fanns däremot moderna och tillräckligt stora lokaler i Västertorps Gymnasium. Musikskolan hade då elever på två ställen i Stockholm: På Tegnérgatan (1 331 elever) och i Mariaskolan på Södermalm (350 elever) Musikklasserna i Maria ansågs behöva flyttas eftersom barnantalet i stadsdelen förväntades öka kraftigt. Diskussionen om en flytt av musikklasserna hade pågått från och till under flera decennier då skollokalerna inte ansågs tillräckliga men det var under den tidiga 1980-talet debatten nådde sin kulmen.

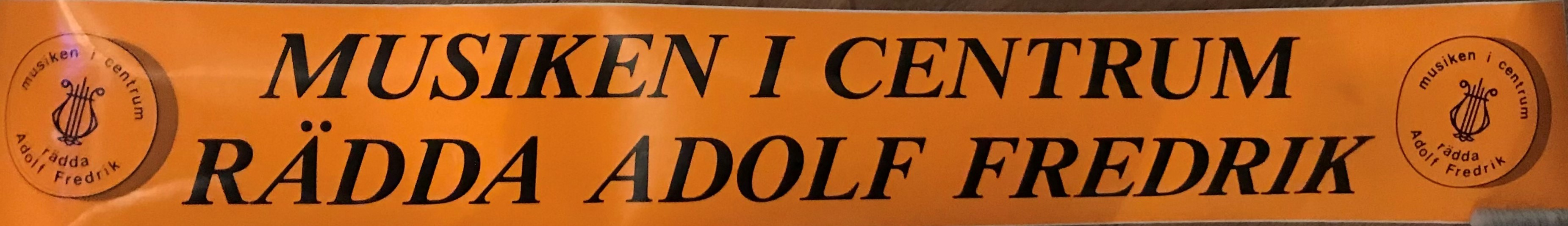
Kampanjmaterial mot flytten.

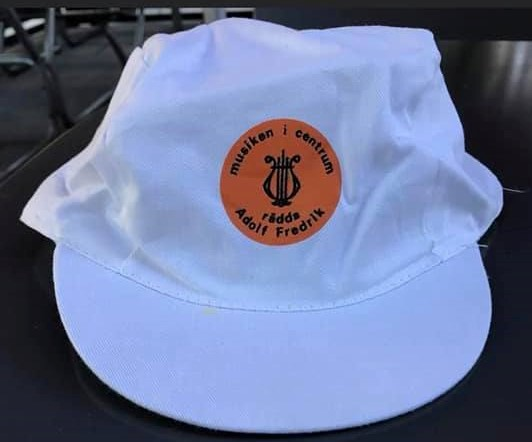
Kampanjmaterial mot flytten.

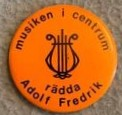
Kampanjmaterial mot flytten.

Annons som uppmanade till demonstration mot flytten av Adolf Fredrik.

I en första kraftsamling från Adolf Fredrik samlades 82 000 namnunderskrifter in mot förslaget. Det dåvarande skolborgarrådet Lennart Rydberg (fp) sköt på avgörandet till efter valet 1982 då Socialdemokraterna och VPK lät skolförvaltningen göra en ny utredning som kom fram till samma resultat. Vid en presskonferens i Stadshuset den 21 april 1983 meddelade därför finansborgarrådet John-Olof Persson (s) och skolstyrelsen genom Annika Johansson (s) beslutet om flytt av skolan till höstterminen 1984. John-Olof Persson hävdade att musikskolan var gynnad i förhållande till stadens övriga skolor och att en renovering av dess lokaler i innerstaden skulle bli alltför dyr. Marken skulle användas till bostäder, men i dagspressen insinuerades att Socialdemokraterna och LO hade kommit överens om att LO skulle få använda marken. De borgerliga partierna med skolborgarrådet Margareta Schwartz (m) i spetsen arbetade för att låta skolan vara kvar och reserverade sig följaktligen mot skolstyrelsens beslut.
Flyttplanerna väckte åter starka reaktioner bland elever, personal och föräldrar på skolan som alla engagerades i protesterna och till att skapa opinion för att behålla musikskolan centralt i Stockholm under parollen ”Musiken i centrum, rädda Adolf Fredrik”. Ledande i arbetet var musiklärarna Jan-Åke Hillerud och Bo Johansson. De var uppbackade av övriga kollegor, rektor Ove Wergens och AF:s föräldraförenings särskilda kampgrupp ledd av Stig Åström. En ny namninsamling genomfördes med 323 467 namnteckningar samt konserter och demonstrationer där eleverna tågade sjungandes från skolan till Sergels torg. 
Trots den växande proteststormen låg flyttbeslutet fast. Det skulle bli för dyrt att rusta upp Adolf Fredrik ansåg Socialdemokraterna och VPK. I kommunfullmäktige rådde en annan majoritet och ett förslag där skulle troligen få ett annat utfall. Sommaren 1983 fördes frågan upp i kammarrätten, som beslutade att vägra någon ombyggnad av Västertorp tills rätten hunnit pröva om skolstyrelsen överskridit sina befogenheter genom att vägra ta upp frågan i kommunfullmäktige. Kammarrätten upphävde inhibitionsbeslutet på hösten 1983. Skolstyrelsen hade inte begått något fel och Socialdemokraternas representantskap kunde den 29 september klubba igenom Adolf Fredriks flytt till Västerort.

Beslutet splittrade dock Socialdemokraterna där profilerade personer som Olof Palme, kultur och skolministern Bengt Göransson, energiministern Birgitta Dahl, försvarsministern Anders Thunborg, socialministern Sten Andersson och statssekreteraren Jan O Karlsson var mot förslaget. Det gjordes också en poäng av att Olof Palme, Bengt Göransson, Birgitta Dahl, Anders Thunborg och förre VPK-ledaren C-H Hermansson hade skrivit på de namnlistor som cirkulerade mot flytten. Partiets kulturarbetare vädjade förgäves till sina partivänner att ändra uppfattning. Harry Schein skrev en artikel mot flytten. Hans Alfredson, vars dotter gick i skolan, skrev debattinlägget ”Mörda inte Adolf Fredrik!”. Alva Myrdal skrev artikeln "Tryck inte ned särintressen" i Dagens Nyheter, 17 september 1983: 
"Adolf Fredriks musikklasser har dragit upp en glädjande bred medborgerlig debatt, alltmer befriad från en alltför stram partilydnad. […] [I]bland har man i vad som är mina egna partikretsar vilseletts av vad de tror vara ett jämlikhetsresonemang: likvärdiga skolmöjligheter åt alla barn och ungdomar. Ja – men för det behöver inte likformighet befrämjas! Vi får akta oss för att komma nära en Jantelag som trycker ned särintressen och dömer ut dem som ”elitism”.
Den i sak skoladministrativa frågan förknippades med ideologiska ställningstaganden och blev en symbol för skilda och förändrade uppfattningar rörande teknisk-byråkratisk rationalitet och rätten till intresseinriktningar. Regeringen sköt slutligen till 10 miljoner kronor i statsbidrag till renovering av skolan. Motiveringen från statsrådet Bengt Göransson var Adolf Fredriks skolas roll i kulturlivet som gav frågan en särskild karaktär och att det var ett nationellt intresse att säkra skolans roll i musiklivet. I oktober 1983 meddelades en lösning där hälften av klasserna kunde stanna i innerstaden och hälften skulle gå i Västertorps gymnasium. Villkoret för att låta musikklasserna stanna i innerstaden var att klasserna i grundskolan krymptes från åtta till sex paralleller samt att Mariaskolans musikklasser avvecklades successivt.
Den långa skolstriden tog ytterligare en sista vändning i januari 1984 då skolstyrelsen enades om en kompromisslösning där de elva gymnasieklasserna på Tegnérgatan 44 flyttade till Kungsholmens gymnasium. För att inte gymnasiet skulle bli för ”smalt” på Kungsholmen förlades även andra gymnasielinjer dit, ekonomilinjer och en Distribution och kontor-linje. Endast VPK var fortfarande kritiska till lösningen och hävdade att Västertorp hade varit en bättre lösning.
Västertorps gymnasium hade redan byggt om musiksalarna för två miljoner kronor när beslutet om flytt ändrades i januari 1984. Gymnasiet lades därefter ned till sommaren 1984. 1988–1996 fanns bland annat Stockholms socialförvaltnings arkiv med Socialregistret i lokalerna, från 1997 Stadsdelskontoret för Hägerstens stadsdelsnämnd, samt till 2003 Enheten för personalinformation och aktualisering (PIA-gruppen) med arkiv för ännu ej arkivmogna personalhandlingar. År 2007 blev skollokalerna ombyggda till lägenheter.
I stridens kölvatten bildades snart musikklasser i många av Stockholms kranskommuner som Nacka, Täby, Tyresö och Sollentuna. Några anledningar kan ha varit den stora publicitet striden gav skolformen och att det kostar pengar för en kommun att låta dess elever gå i en annan kommuns skola.

## Rektorer
- 1952–1963 Albert Wiberg
- 1963–1980 Stig Gunnarskog
- 1980–1984 Ove Wergens
- 1984–1988 Stig Rosén
- 1989–1996 Britt Wennerfors
- 1996–2002 Hans-Erik Rudin
- 2003–2004 Christina Thunberg
- 2004–2019 Lars-Göran Jacobsson
- 2019 Helen Larsson (tillfällig)
- 2019– Anna Alvring

## Musiklärare i urval
- Bo Aurehl
- Eva Ekdahl
- Ture Gudmundsson
- Hugo Hammarström
- Signe Hammarström
- Jan Åke Hillerud
- Marianne Hillerudh
- Christoffer Holgersson
- Bo Johansson
- Birger Källén
- Tony Margeta
- Bengt Ollén
- Pelle Olofson
- Helene Stureborg
- Fredrik Winberg
- Sofia Ågren

## Framstående elever
En separat artikel listar framstående personer som gått på AF.